# Katabaga
Le katabaga est une langue des Philippines aujourd'hui éteinte. Il était parlé par une population négrito de la péninsule de Bondoc (en) dans l'île de Luçon. Cette population parle aujourd'hui le tagalog.
Le katabaga était une langue non classée de la branche malayo-polynésienne des langues austronésiennes.